# 올림픽 중화 타이베이 선수단
올림픽 중화 타이베이 선수단은 타이완(중화민국)을 대표하여 올림픽에 참가하는 선수단이다. 중화민국은 1932년 하계 올림픽에 처음 참가했다. 국공 내전 이후 중화민국은 타이완섬으로 밀려났고, 이후 타이완 선수들만을 대표하여 올림픽에 출전해왔다. 중화민국은 1976년 하계 올림픽을 시작으로 1984년 동계 올림픽으로 복귀할 때까지 올림픽을 보이콧했고, 이후 중화 타이베이라는 이름으로 참가하기 시작했다.
중화인민공화국의 압력으로 1984년부터 타이완 선수들은 중화민국의 국기가 아닌 매화기(중화 타이베이 올림픽 위원회기) 아래 경쟁하고 있다. 메달 수여식에서도 중화민국의 국가 대신 중화민국 국기가가 연주된다.

## 참가 타임라인
| 올림픽    | 선수단         | 선수단               | 선수단               | 선수단              | 선수단         |
| 올림픽    | 중국 본토      | 중국 본토            | 중국 본토            | 대만                | 대만           |
| --------- | -------------- | -------------------- | -------------------- | ------------------- | -------------- |
| 1924      |                |                      | (Chine)              | 일본으로 참가       | 일본으로 참가  |
| 1932–1936 |                | 중국                 | (CHN)                | 일본으로 참가       | 일본으로 참가  |
| 1948      |                |                      | (CHN)                |                     |                |
| 1952      |                | 중화인민공화국 (PRC) | 중화인민공화국 (PRC) |                     |                |
| 1956      |                |                      |                      |                     | 중화민국 (CHN) |
| 1960      | 포르모사 (RCF) |                      |                      |                     |                |
| 1964–1968 | 대만 (TWN)     |                      |                      |                     |                |
| 1972–1976 | 중화민국 (ROC) |                      |                      |                     |                |
| 1980      |                | 중국 (CHN)           | 중국 (CHN)           |                     |                |
| 1984 이후 |                | 중국 (CHN)           | 중국 (CHN)           | 중화 타이베이 (TPE) |                |

## 같이 보기
- 올림픽 중화민국 선수단